# بیگ ۱۳۲۵۸
سیارک ۱۳۲۵۸ (به انگلیسی: 13258 Bej، نامگذاری:1998QT12) سیزده هزار و دویست و پنجاه و هشتمین سیارک کشف شده‌است که در ۱۷ اوت ۱۹۹۸ کشف شد.
قدر مطلق سیارک برابر ۱۷.۸ است.